# Burtscheider Turm
Der Burtscheider Turm war ein Wehrturm der etwa 1300 bis 1350 errichteten äußeren Stadtmauer der Stadt Aachen. Er ist nicht mehr erhalten.

## Lage
Im äußeren Mauerring stand der Burtscheider Turm im Westnordwesten zwischen Königstor und Ponttor etwa 50 Meter nordöstlich des Langen Turms zwischen Turmstraße und Junkerstraße. Zwischen dem Burtscheider Turm und dem Königstor befand sich außer dem Langen Turm kein weiterer Turm, zwischen dem Burtscheider Turm und dem Ponttor standen noch der Beguinenturm, der Gregoriusturm, der Bongartsturm und der Krückenturm.

## Geschichte
Das Baudatum des Burtscheider Turms ist nicht bekannt, wird aber wie beim Langen Turm früh im 14. Jahrhundert anzusetzen sein, da dieser Mauerabschnitt im Nordwesten der Stadt wegen des für einen Angriff auf die Stadt günstigen Geländes als einer der ersten Abschnitte des zweiten Mauerrings erbaut wurde.
Anders als das Burtscheider Tor, durch das die Straße nach Burtscheid führte, hatte der Burtscheider Turm keinen geographischen Bezug zu diesem Ort, der heute ein Stadtteil Aachens ist. Der Name des Turms verweist vielmehr darauf, dass die Bürger Burtscheids die Finanzierung zum Bau und zum Unterhalt des Gebäudes abgesichert haben.
Während der französischen Besetzung Aachens wurde der Turm im Zuge der Schleifung der Aachener Stadtbefestigung im ersten Viertel des 19. Jahrhunderts abgerissen.

## Beschreibung
Der Burtscheider Turm hatte den Grundriss eines Halbkreises mit gerade verlängerten Schenkeln. Er hatte nur ein Geschoss, das nur wenig über die Mauerkrone hinausragte. Der Bau hatte eine Breite von 10,40 Metern und eine Tiefe von 8 Metern. Von den drei Schießscharten für Bogen- und Armbrustschützen waren zwei seitlich zum Graben hin angeordnet, eine dritte war zum Langen Turm hin geneigt.
Das Erdgeschoss war mit einem Halbkuppelgewölbe überwölbt, das über den verlängerten Schenkeln in ein Tonnengewölbe überging. Das Dach bestand aus einem halben Kegeldach und ging dann in ein Satteldach über.